# .рф
.рф (од Росси́йская Федера́ция — Руска Федерација) је највиши Интернет домен државних кодова (НИДдк) за Русију. Регистар руског домена (РУ центар) изразио је жељу још децембра 2007. године да се покрене први ћирилички домен, намењен презентацијама на руском језику и ћирилици. Претпостављало се да ће у року од годину дана бити покренут, али то се није десило. У међувремену владе Русије и Бугарске су званично објавиле ICANN-у намере да региструју и покрену .рф и .бг НИДдк.
Имена сајтова у овом новом домену биће само у ћириличном писму.
Први домени: http://президент.рф и http://правительство.рф